# İsmail-Ağa-Gemeinde

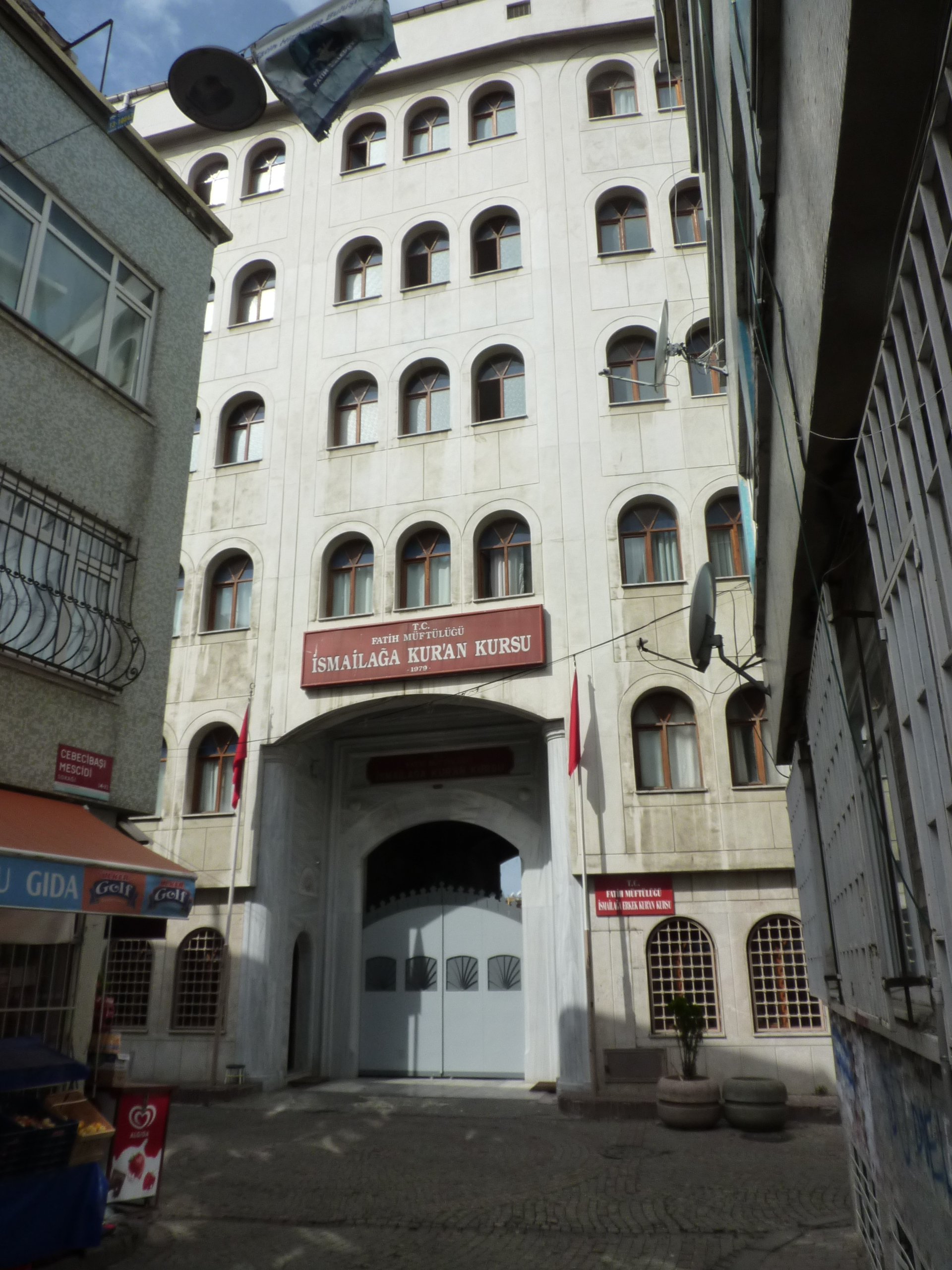
Eine Koranschule der Gemeinde in Phanar

Die İsmail-Ağa-Gemeinde (İsmail Ağa Cemaati) ist eine türkeiweit bekannte islamische Gemeinschaft im Istanbuler Viertel Çarşamba im Stadtbezirk Fatih. Zentrum der Gemeinde ist die İsmail-Ağa-Moschee, die im Jahre 1723 vom damaligen Scheichülislam Ebuishak İsmail Efendi erbaut wurde. Die Gemeinschaft steht dem religiösen Orden der Nakşibendi nahe und wird als Tarikat betrachtet. Die Anhängerschaft wird türkeiweit auf 100.000 Personen geschätzt.
Die Gemeinde wird von Mahmut Ustaosmanoğlu (Mahmut Hodscha) geführt. Sie ist in der Kleidung und im Verhalten orthodox-sunnitisch und antimodernistisch ausgerichtet. Die Frauen verhüllen sich und die Männer tragen Bärte, lange Gewänder und Schalwars. Die Muezzin der Gemeinde rufen ohne Mikrofon zum Gebet.
Die Gemeinde unterhält eigene Schulen, organisiert Korankurse und publiziert Zeitschriften, um ihre Lehren zu verbreiten, vergibt Stipendien und betreibt Wohnheime für Studenten. Sie geriet mehrmals in die Schlagzeilen. Im Jahre 1982 wurde der Mufti von Üsküdar, Hasan Ali Ünal, der der Gemeinde ablehnend gegenüberstand, ermordet. 1998 wurde der Schwager und mögliche Nachfolger Mahmud Hodschas, der Imam Hızır Ali Muratoğlu, in der Moschee ermordet. Zwei ihm nahestehende Personen wurden 2000 und 2001 ermordet. Auch Presseberichte mit Urlaubsfotos von Cübbeli Ahmet (Ahmet mit der Robe) sorgten für Schlagzeilen. Im Jahre 2006 wurde der Imam Bayram Ali Öztürk beim Morgengebet vor aller Augen erstochen. Die Gemeinde lynchte den Mörder anschließend. Öztürk wurde als Nachfolger von Mahmut Ustaosmanoğlu gehandelt. In der Presse wurde über einen möglichen Machtkampf innerhalb der Gemeinde spekuliert.
Als Presseorgan der Gemeinde dient die Zeitschrift Furkan, die 1995 als Gemeindezeitung initiiert wurde. Nach der Verhaftung (1998), Verurteilung und der Freilassung (2005) des Chefredakteurs der Zeitung im Prozess gegen die İBDA-C wurde sie als Yeni Furkan fortgesetzt.
2022 berichten Medien von einem steigenden gesellschaftlichen und politischen Einfluss der Bewegung und einer zunehmenden Nähe zur türkischen Regierung, welche sich u. a. in Treffen der İsmail-Ağa-Führung mit dem türkischen Innen- und dem Außenminister im August ausdrückt. Durch öffentlichen und politischen Druck der Bewegung sei diese beteiligt an zahlreichen Verboten von Pop- und Rock-Konzerten bzw. -Festivals im Jahr 2022.
Der Dschihad zum Schutze der "Heimat des Islam" wird als religiöse Pflicht und göttliche Aufgabe betrachtet.